# Herckermolen
De Herkermolen was een korenwatermolen op de Herk.
Hij was gelegen op de grens van gemeente Alken en Hasselt nabij Sint-Lambrechts-Herk. De onderslagmolen was nog voor 1556 opgericht. Op 5 mei 1847 legde provincie Limburg een pegelhoogte van 1,162 meter vast. De toenmalige eigenaar was Servais d'Erckensteel. In 1957 volgde de omvorming in een landgebouw.